# Cephalallus
Cephalallus is een kevergeslacht uit de familie van de boktorren (Cerambycidae). De wetenschappelijke naam van het geslacht werd voor het eerst geldig gepubliceerd in 1905 door Sharp.

## Soorten
Cephalallus omvat de volgende soorten:
- Cephalallus oberthuri Sharp, 1905
- Cephalallus ryukyuensis Makihara, 2003
- Cephalallus unicolor (Gahan, 1906)